# آی‌تمر
آی تمر، روستایی است از توابع دهستان کرند در بخش داشلی‌برون در شمال شهرستان گنبد کاووس نزدیکی مرز ترکمنستان در استان گلستان ایران است.

## جمعیت
بر اساس سرشماری سال۱۳۹۰ جمعیت این روستا ۱٬۲۰۰ نفر (۲۵۰ خانوار) بوده‌است.